# Голочево (Могилёвская область)
Голоче́во (бел. Галачэ́ва) — деревня в составе Антоновского сельсовета Чаусского района Могилёвской области Белоруссии.

## Население
- 2010 год — 280 человек